# Quincy Market
Quincy Market ist ein Marktkomplex und ein historisches Gebäude in der Innenstadt von Boston im US-Bundesstaat Massachusetts. Es wurde 1824–1826 aufgebaut und nach dem Bürgermeister Josiah Quincy benannt, der den Aufbau ohne Verwendung von Steuern und ohne Aufnahme von Krediten organisierte. 

## Geographie
Quincy Market liegt neben der Faneuil Hall in der Nähe des Hafens auf dem sogenannten Freedom Trail.
Nachdem 1822 Boston zur Stadt erklärt worden war, entsprach die Kapazität der Faneuil Hall nicht mehr den Bedürfnissen. Die Erweiterung wurde durch den Bau des Quincy Markets erreicht, der einige langgestreckte Gebäuden aus Granit nach dem Entwurf von Alexander Parris umfasst. Das Hauptgebäude ist 163 m lang, nimmt eine Fläche von 2.500 m² ein und wird seitlich von zwei weiteren Gebäuden flankiert (North Market und South Market). Im Inneren befinden sich vor allem ein Lebensmittelmarkt, Restaurants und Bars.